# Bombardamento di Midway del 7 dicembre 1941
Il bombardamento di Midway del 7 dicembre 1941 fu uno dei primi episodi bellici del teatro del Pacifico della seconda guerra mondiale, avvenuto poche ore dopo l'attacco di Pearl Harbor che aveva segnato l'inizio del conflitto tra Impero giapponese e Stati Uniti d'America.
La sera del 7 dicembre, due cacciatorpediniere della Marina imperiale giapponese si avvicinarono all'atollo e iniziarono un pesante cannoneggiamento delle strutture statunitensi. Benché non ancora completamente preparata per la guerra, la guarnigione di Marine statunitensi stanziata su Midway reagì all'attacco con i pochi pezzi d'artiglieria disponibili, subendo vittime e danni ma inducendo infine i giapponesi a ritirarsi.

## Antefatti

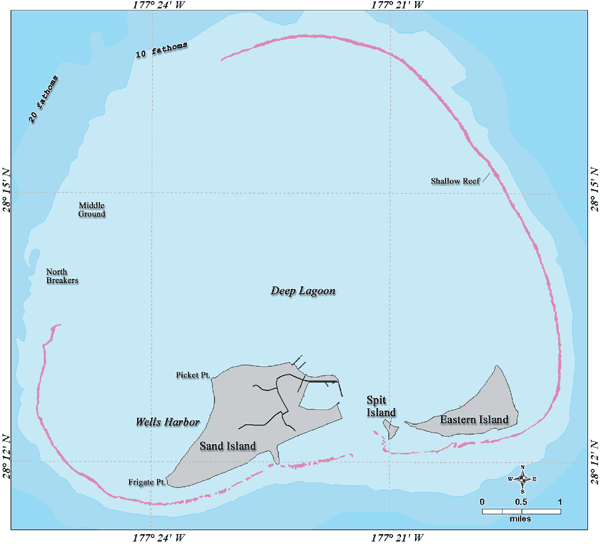
Carta dell'atollo di Midway

Scoperto nel 1859 e rivendicato ufficialmente dal governo statunitense nel 1867, l'atollo di Midway iniziò ad acquisire una certa importanza strategica nel 1903, quando vi fu impiantata una stazione radio della Commercial Pacific Cable Company per i collegamenti tra gli Stati Uniti e la colonia delle Filippine; seguì poi, nel 1934, l'installazione nell'atollo di una base d'appoggio per i voli trans-Pacifico degli idrovolanti commerciali della Pan American Airways. Estremo lembo occidentale della catena delle isole Hawaii e posta sotto la diretta amministrazione del Dipartimento della Marina degli Stati Uniti d'America, Midway iniziò ad assumere un ruolo di base avanzata per la difesa dell'arcipelago nel 1938, quando il cosiddetto "rapporto Hepburn" (dal nome del suo autore, l'ammiraglio Arthur Japy Hepburn) raccomandò l'impianto nell'atollo di una base aerea militare e di una base per sommergibili; i lavori iniziarono nel 1939 sotto la direzione della United States Navy: una pista di aviazione fu realizzata sull'isolotto di Eastern Island mentre una rampa per idrovolanti, gli alloggi e le strutture di servizio furono edificate sulla vicina isola di Sand Island. A partire dal settembre 1939 una guarnigione di truppe dello United States Marine Corps fu stanziata a protezione dell'atollo.
Al dicembre 1941 Midway era presidiata, oltre che dal personale di terra della US Navy, da 34 ufficiali e 750 sottufficiali e uomini del 6th Defense Battalion dei Marine, con un distaccamento dell'United States Army forte di un ufficiale e quattro specialisti incaricato di mantenere i contatti radio con i velivoli della United States Army Air Forces (la pista aerea di Eastern Island era frequentemente usata come punto intermedio sulla rotta di trasferimento dei velivoli dell'esercito verso le Filippine); le difese costiere comprendevano quattro cannoni antinave da 127 mm (recuperati da vecchie navi da battaglia dismesse) e quattro cannoni antiaerei da 76 mm, mentre le risorse aeree comprendevano sette idrovolanti Consolidated PBY Catalina di uno squadrone da ricognizione dell'Aviazione dei Marine (VP-21). Uno squadrone di bombardieri in picchiata Vought SB2U Vindicator dei Marine (VMSB-231) era in rotta per l'isola imbarcato sulla portaerei USS Lexington, con arrivo previsto per il 7 dicembre; il personale di terra della squadriglia, ammontante a un ufficiale e 60 sottufficiali e soldati, era già giunto sull'atollo. La base era diretta dal comandante della US Navy Cyril Simard, mentre il distaccamento dei Marine era agli ordini del tenente colonnello Harold Shannon.
La presenza di una base militare statunitense a Midway era ben nota agli strateghi giapponesi, e nell'ambito del più ampio e ambizioso piano per neutralizzare le risorse della US Navy già nelle primissime fasi della guerra venne deciso di bombardare l'atollo dal mare. Mentre la grande flotta di portaerei nipponiche si preparava a salpare per andare a bombardare la grande base di Pearl Harbor nelle Hawaii, una sezione distaccata forte di due cacciatorpediniere (Ushio e Sazanami) appoggiati dalla petroliera Shiriya per il rifornimento di carburante lasciò la base di Tateyama il 26 novembre 1941 agli ordini del capitano Ohishi Kaname, dirigendo su Midway; il bombardamento doveva essere condotto nella notte tra il 7 e l'8 dicembre, al fine di coprire il rientro in patria delle portaerei che avrebbero attaccato Pearl Harbor la mattina del 7.

## Il bombardamento
All'alba del 7 dicembre 1941 le attività si svolgevano come di consueto a Midway. Alle prime luci cinque dei PBY Catalina del VP-21 decollarono per compiere missioni di ricognizione di routine nelle acque attorno all'atollo, mentre i restanti due idrovolanti vennero tenuti pronti al decollo per guidare la navigazione dei bombardieri Vindicator del VMSB-231 il cui arrivo era atteso quel giorno; due PBY acquistati dall'aviazione dei Paesi Bassi e che avevano fatto scalo a Midway il giorno prima decollarono a loro volta dirigendo sull'isola di Wake, altra tappa del loro tragitto verso le Indie orientali olandesi. Alle 06:30 un operatore radio ricevette la notizia da Oahu che la base di Pearl Harbor era sotto attacco da parte di velivoli giapponesi, seguito pochi minuti dopo dall'ordine per la guarnigione di attuare immediatamente le disposizioni del piano di guerra; Simard ordinò di scavare postazioni difensive sulla spiaggia, istituì un completo coprifuoco, richiamò i PBY olandesi integrandoli alle forze del VP-21 e stabilì ulteriori settori di ricognizione per gli idrovolanti. L'arrivo dei Vindicator della VMSB-231 fu annullato, visto che la Lexington invertì la rotta per andare a caccia della flotta giapponese.
Gli idrovolanti di Midway rientrarono verso sera senza aver avvistato alcuna nave. Alle 18:42 un posto di vedetta dei Marine avvistò una luce a sud-ovest; il rudimentale radar installato a Sand Island rilevò invece, alle 21:30, dei contatti sempre a sud-ovest dell'isola identificabili come navi di superficie: il responsabile della batteria di proiettori da ricerca chiese a Simard il permesso di illuminare i bersagli, ma la richiesta fu respinta per non rivelare prematuramente la posizione delle forze statunitensi a eventuali unità nemiche in avvicinamento. I due contatti erano in effetti i cacciatorpediniere Ushio e Sazanami i quali, dopo essersi riforniti di carburante dalla Shiriya 15 miglia a sud di Midway, stavano dirigendo sull'atollo protetti dall'oscurità.
Alle 21:35 i due cacciatorpediniere aprirono il fuoco con i loro pezzi da 127 mm; le prime salve caddero corte, ma le due navi serrarono le distanze procedendo verso nord-est e ben presto i primi colpi esplosero su Sand Island. I proiettili giapponesi arrivarono nelle vicinanze della Batteria A di cannoni da 127 mm, per poi colpire la centrale elettrica dell'atollo ferendo gli occupanti, il primo tenente dei Marine George Cannon e i suoi tre assistenti; benché gravemente ferito, Cannon rifiutò l'evacuazione, diresse i soccorsi agli altri feriti e il ripristino del centralino delle comunicazioni grazie all'aiuto del caporale Harold R. Hazelwood, anch'egli ferito. Cannon morì poco dopo nell'infermeria dell'isola, e per la sua azione fu insignito postumo della Medal of Honor, massima onorificenza statunitense; Cannon fu il primo Marine a ottenere l'onorificenza durante la seconda guerra mondiale.

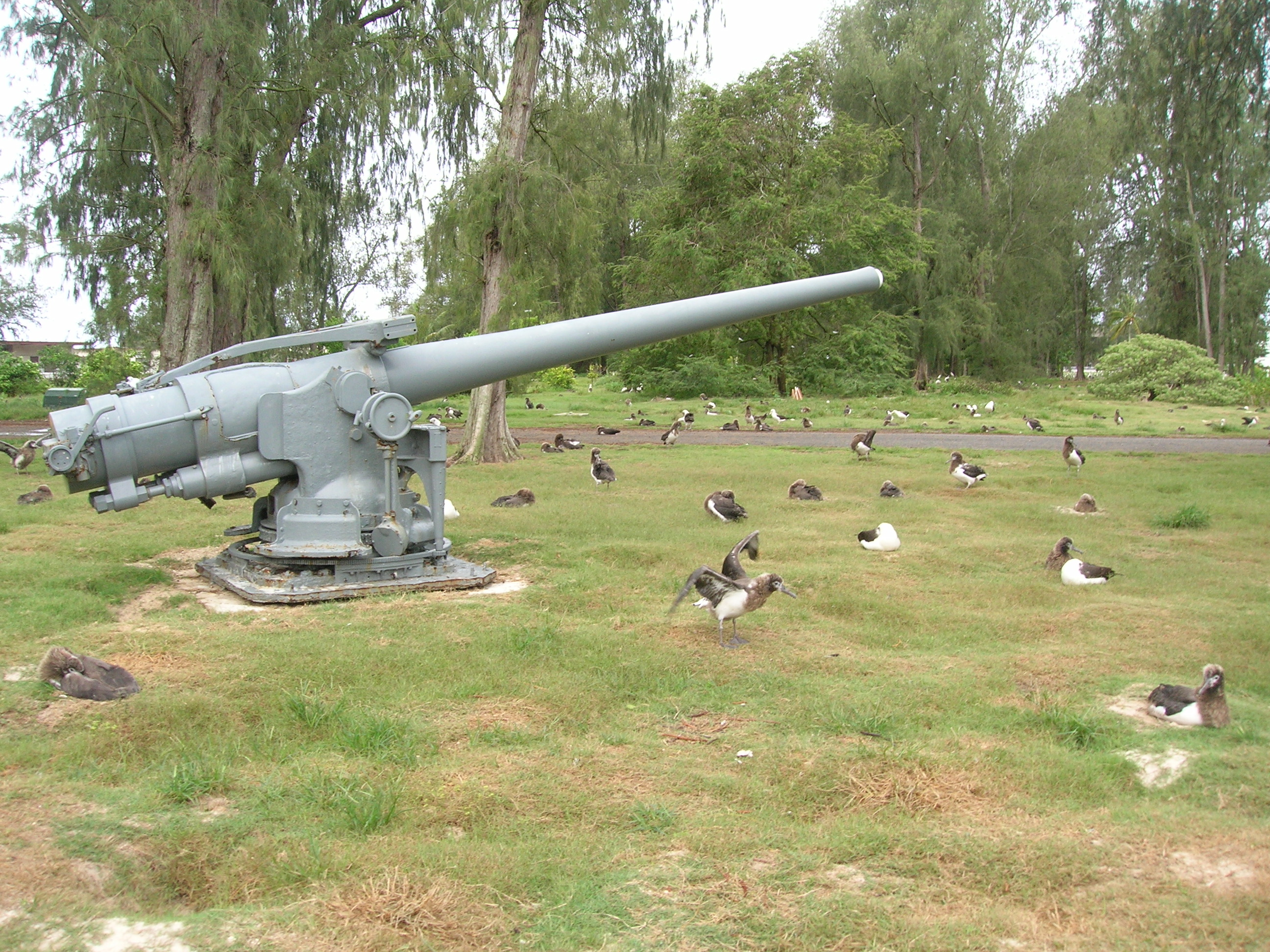
Veduta odierna di un cannone da 127 mm installato su Sand Island e conservato come memoriale

Dopo una breve interruzione del tiro, i cacciatorpediniere giapponesi ripresero il fuoco alle 21:40 dopo aver ulteriormente accorciato le distanze dall'atollo: i proiettili giapponesi centrarono il nuovo hangar degli idrovolanti su Sand Island, il cui tetto prese fuoco, la stazione radio della Pan Am e alcuni magazzini. Il personale della batteria di proiettori da ricerca aveva individuato visivamente le sagome delle unità giapponesi da diversi minuti, ma a causa della congestione del sistema di comunicazioni fu solo alle 21:53 che giunse l'ordine di accendere i proiettori e inquadrare le navi nemiche: il proiettore posto all'estremità meridionale di Sand Island inquadrò la sagoma del cacciatorpediniere Sazanami a 2.200 metri di distanza più a sud, ma un colpo d'artiglieria caduto nelle vicinanze lo mise fuori servizio dopo pochi minuti; un membro del personale della batteria fu tuttavia in grado di eseguire una riparazione d'emergenza in pochi secondi, e il proiettore tornò funzionante.
La Batteria A di cannoni da 127 mm rimase in silenzio a causa del danneggiamento del sistema telefonico che la collegava al comando, ma la Batteria L di cannoni antiaerei da 76 mm, comandata dal capitano Jean H. Buckner, aprì per prima il fuoco contro i bersagli illuminati dal proiettore; al tiro si unirono poi anche i cannoni da 127 mm della Batteria B su Eastern Island e alcune mitragliatrici Browning M2 calibro .50. La Batteria L sparò tredici colpi da 76 mm e la Batteria B nove da 127 mm, ma non è chiaro se questi abbiano causato danni alle unità giapponesi: osservatori statunitensi su Midway riferirono di almeno tre centri realizzati ai danni di un cacciatorpediniere, ma entrambe le unità nipponiche rientrarono in patria senza apparentemente aver riportato alcun danno. Ad ogni modo il fuoco d'artiglieria dei Marine fu sufficiente nello scoraggiare i giapponesi dal tentare altri assalti, e alle 21:58 i due cacciatorpediniere interruppero il tiro e si ritirarono protetti da una cortina fumogena.

## Conseguenze
Il breve bombardamento giapponese di Midway causò quattro morti e 19 feriti tra il personale statunitense: due morti e 10 feriti nei ranghi dei Marine e due morti e nove feriti tra il personale di terra della US Navy. Un PBY Catalina andò completamente distrutto nell'incendio dell'hangar di Sand Island mentre un secondo idrovolante riportò gravi danni a causa delle schegge; svariate strutture su Sand Island riportarono danni più o meno gravi.
Nei giorni seguenti l'attacco un gran numero di rinforzi fu subito inviato a Midway dalle Hawaii: i Vindicator del VMSB-231 si trasferirono in volo da Oahu all'atollo pochi giorni dopo, seguiti il 25 dicembre dai caccia Brewster F2A Buffalo del VMF-221 (levatisi dalla portaerei USS Saratoga); il 4th Defense Battalion, originariamente in rotta per Wake ma richiamato indietro in quanto l'isola si trovava sotto pesante attacco giapponese, fu sbarcato a Midway alla fine di dicembre con ulteriori rinforzi di artiglieria. L'atollo divenne ben presto una munita piazzaforte a difesa avanzata delle Hawaii.
Midway fu nuovamente bombardata la sera del 25 gennaio 1942, quando il sommergibile giapponese I-173 emerse improvvisamente a sud dell'atollo e iniziò a cannoneggiare Sand Island, salvo essere costretto alla ritirata dalla pronta reazione delle batterie costiere dei Marine; due giorni più tardi, lo I-173 fu sorpreso e affondato dal sommergibile statunitense USS Gudgeon 240 miglia a nord di Midway: fu la prima unità da guerra giapponese a essere colata a picco da un sommergibile statunitense. L'8 e il 10 febbraio seguenti l'atollo fu nuovamente cannoneggiato da un sommergibile giapponese non identificato, senza troppe conseguenze; il 10 marzo invece un idrovolante giapponese Kawanishi H6K fu abbattuto dai caccia dei Marine mentre tentava di avvicinarsi a Midway.
Tra il 4 e il 6 giugno 1942 Midway si trovò al centro della grande battaglia aeronavale tra le opposte flotte giapponese e statunitense, punto di svolta della guerra nel Pacifico. Come parte di un più ampio piano volto a conquistare l'atollo con un assalto anfibio, le portaerei giapponesi bombardarono pesantemente Midway dall'aria, ma furono contrattaccate dalla flotta statunitense che nel giro di poche ore colò a picco quattro portaerei nipponiche, un disastro da cui la Marina imperiale non si riprese più.